# シュネーベルク (アルプス)
シュネーベルクは、アルプス山脈にある2000 m以上の山のうち最も東にある、標高2076 mの頂上Klosterwappenを持つニーダーエスターライヒ州の最高峰である。この山は3面が険しい傾斜となった石灰岩の山塊である。
シュネーベルクはオーストリア東部のニーダーエスターライヒ州とシュタイアーマルク州の境となっている北石灰岩アルプス山脈に属している。この山と約13 km南西にある標高2007 mのラックスは、合わせてウィーンのHausberge (地方の山)と考えられている。豊かなカルスト台地は1873年以来120 kmのパイプラインでウィーンに飲料水を供給しており、世界で最良の飲料水であると言われている。
天気のよい日には、約65 km離れたウィーンからシュネーベルクを見ることができる。北側には雪原があり、夏でもスキーをすることができる。
100年以上の歴史があるラック式鉄道のシュネーベルク鉄道で標高1800 mまで登ることができ、1・2時間歩くことで頂上に到達することができる。その他にも東側のプフベルク・アム・シュネーベルクの温泉保養地からや南側のヘッレン谷からなど多くの歩行者のためのルートがある。
山頂の平坦地にはいくつもの山小屋があり、毎年何千人ものハイカー、登山家、マウンテンバイカーが訪れる。 

## ギャラリー

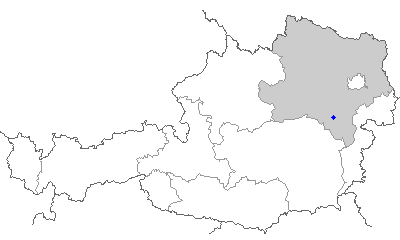
オーストリアの地図、シュネーベルクの位置
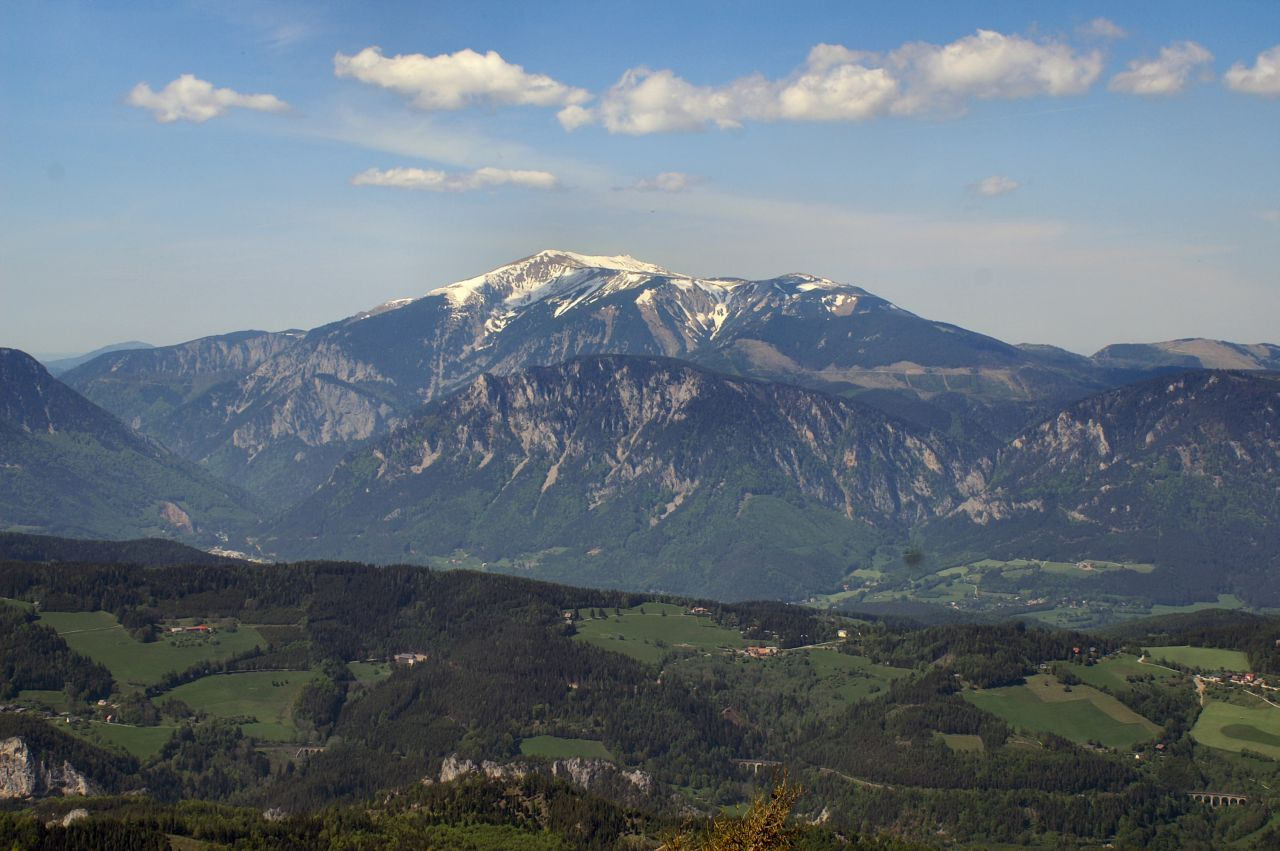
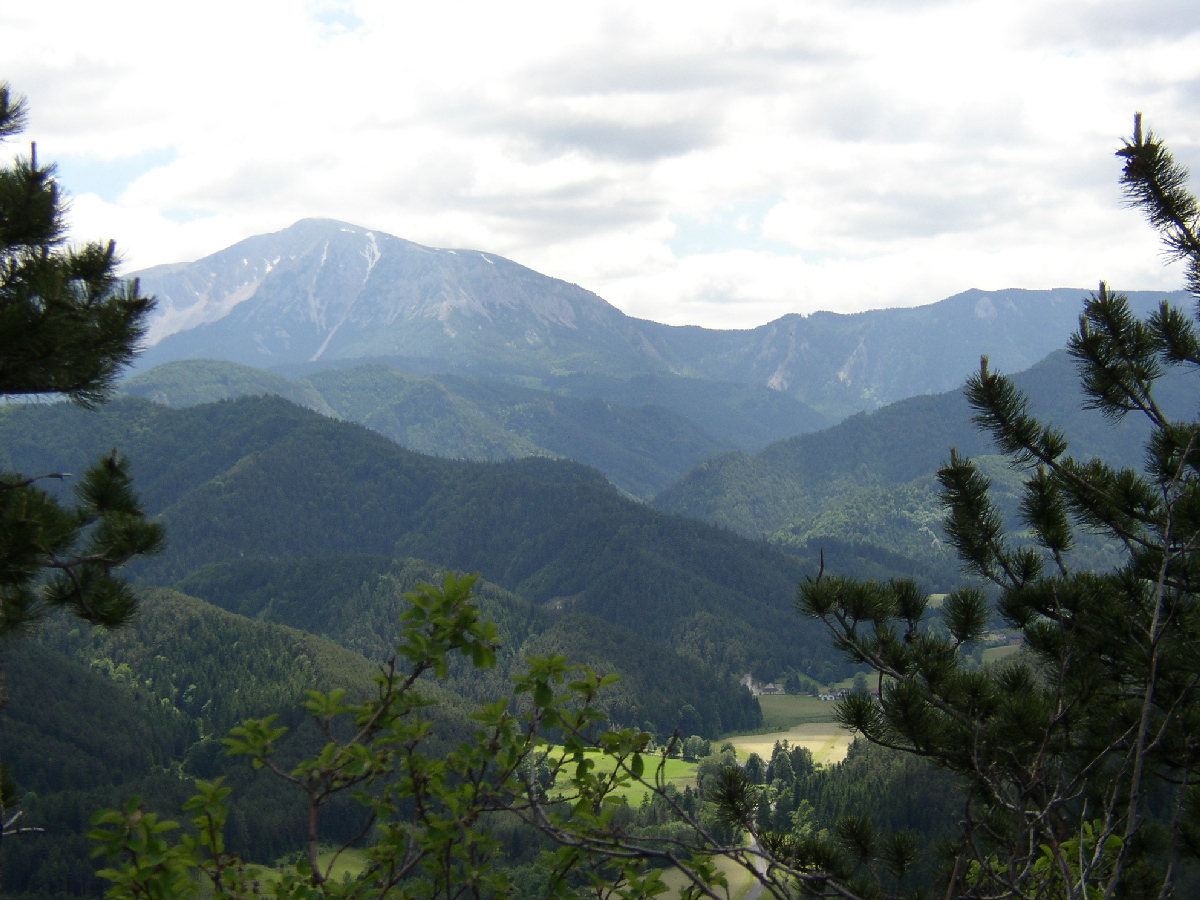
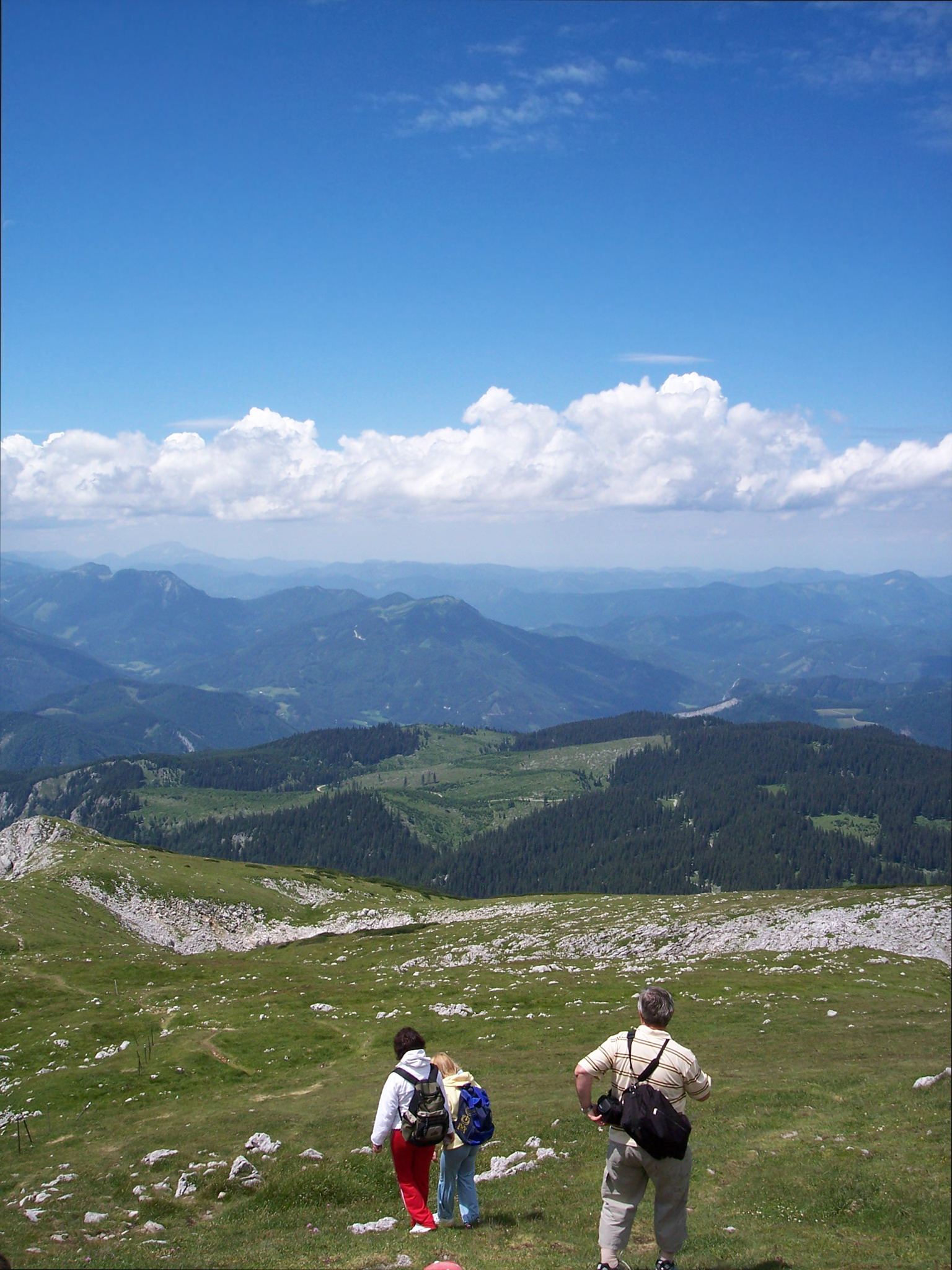
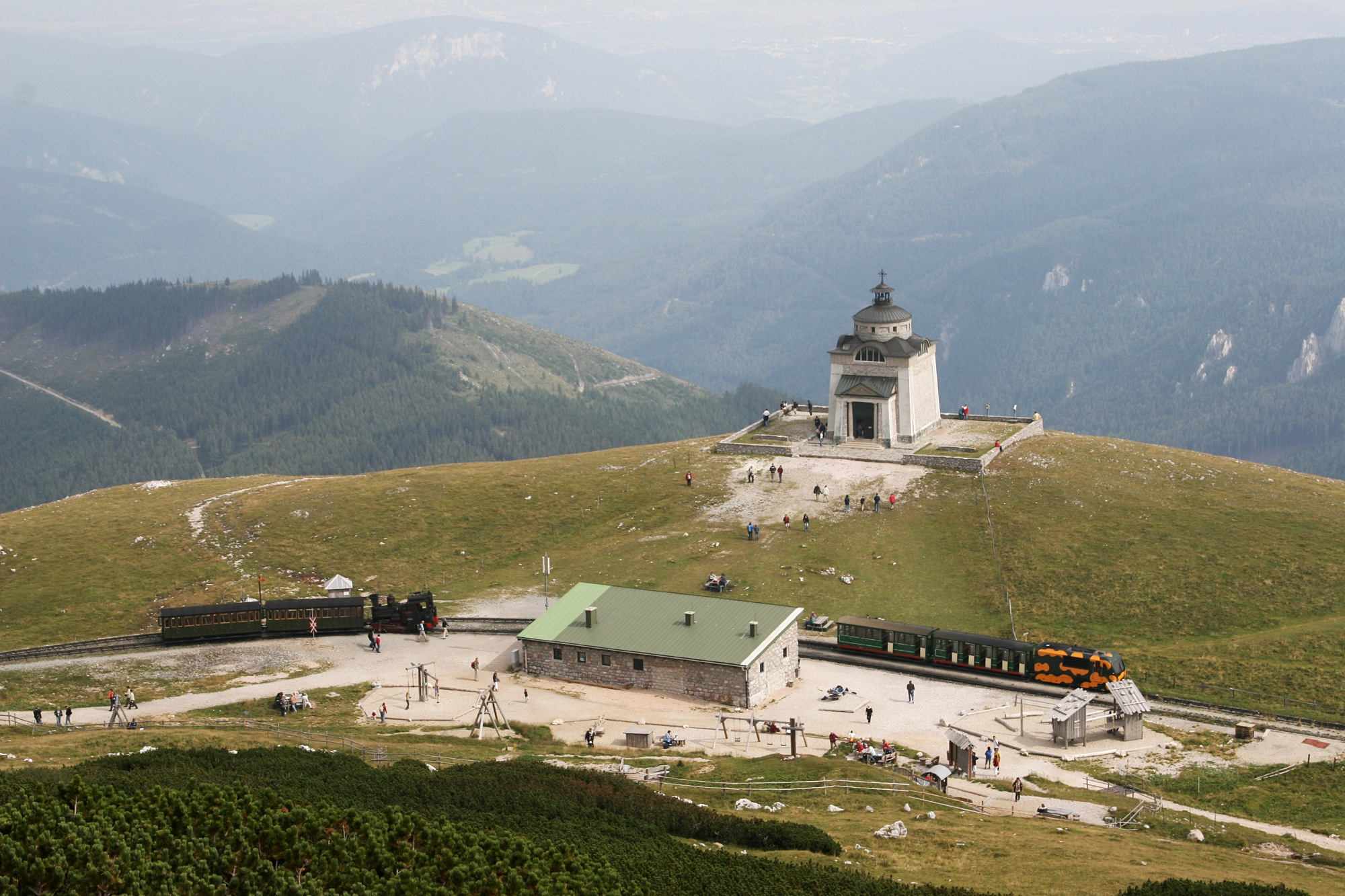
エリーザベト皇后記念教会とラック式の登山鉄道であるシュネーベルク鉄道の駅
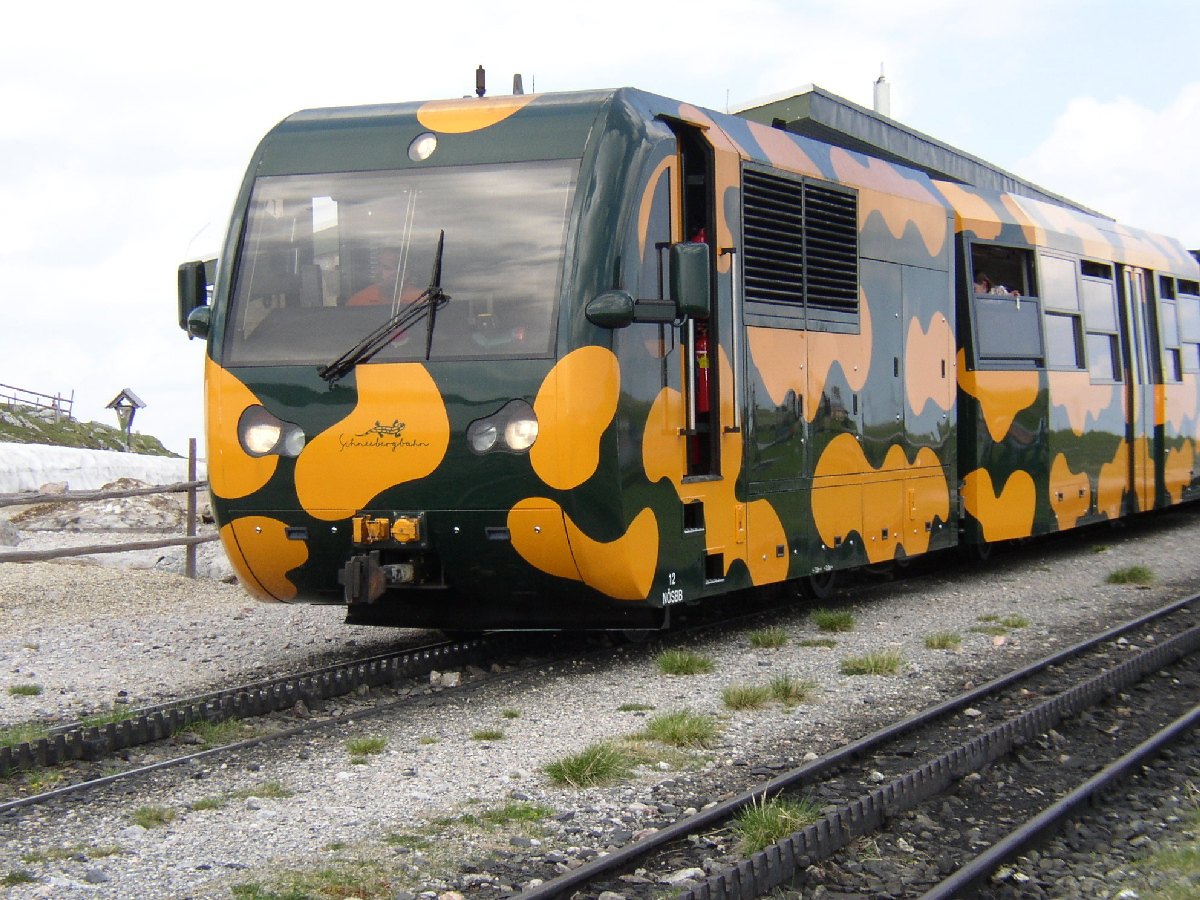
シュネーベルク鉄道のファイヤーサラマンダー柄の車両
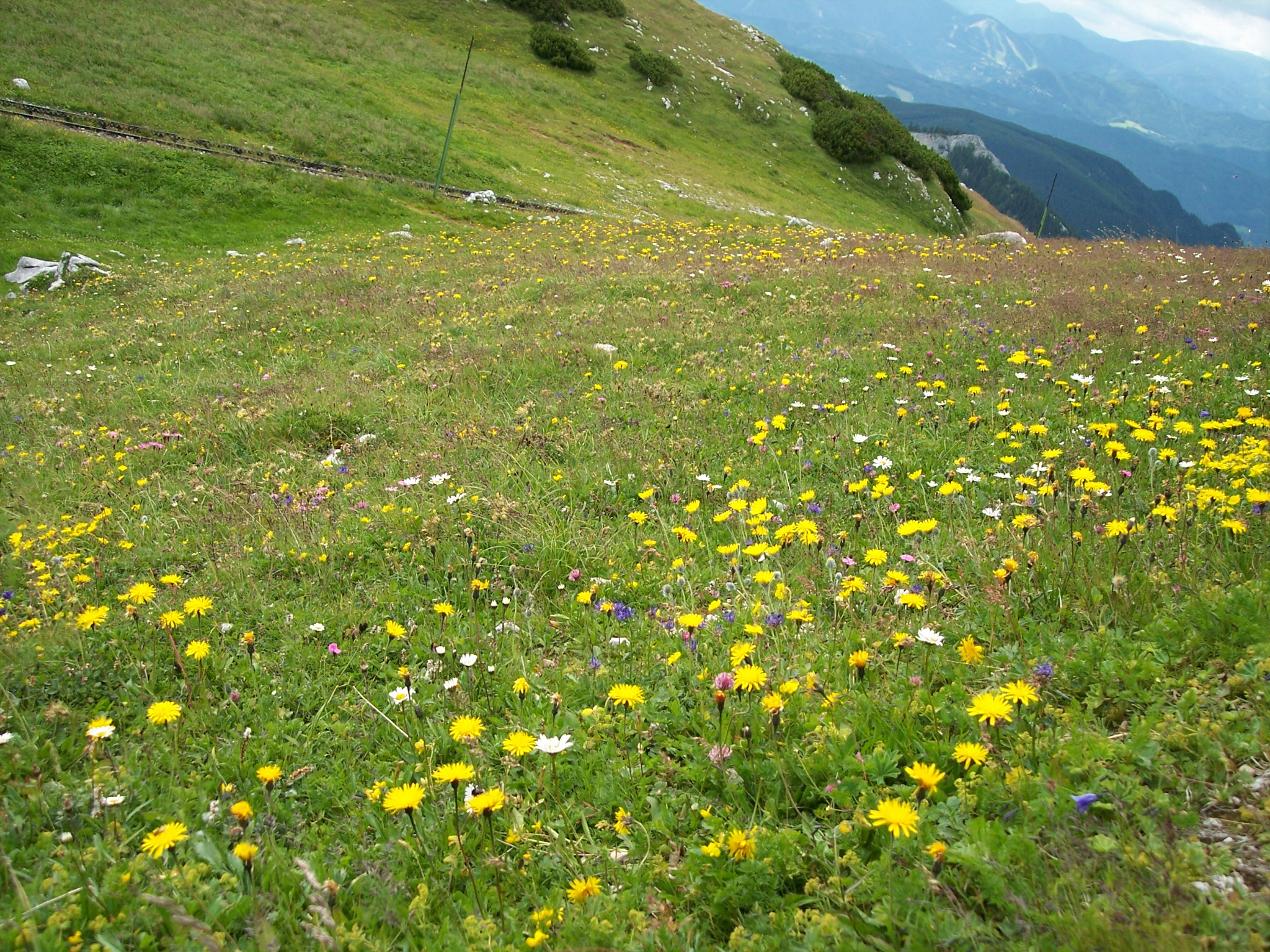
花
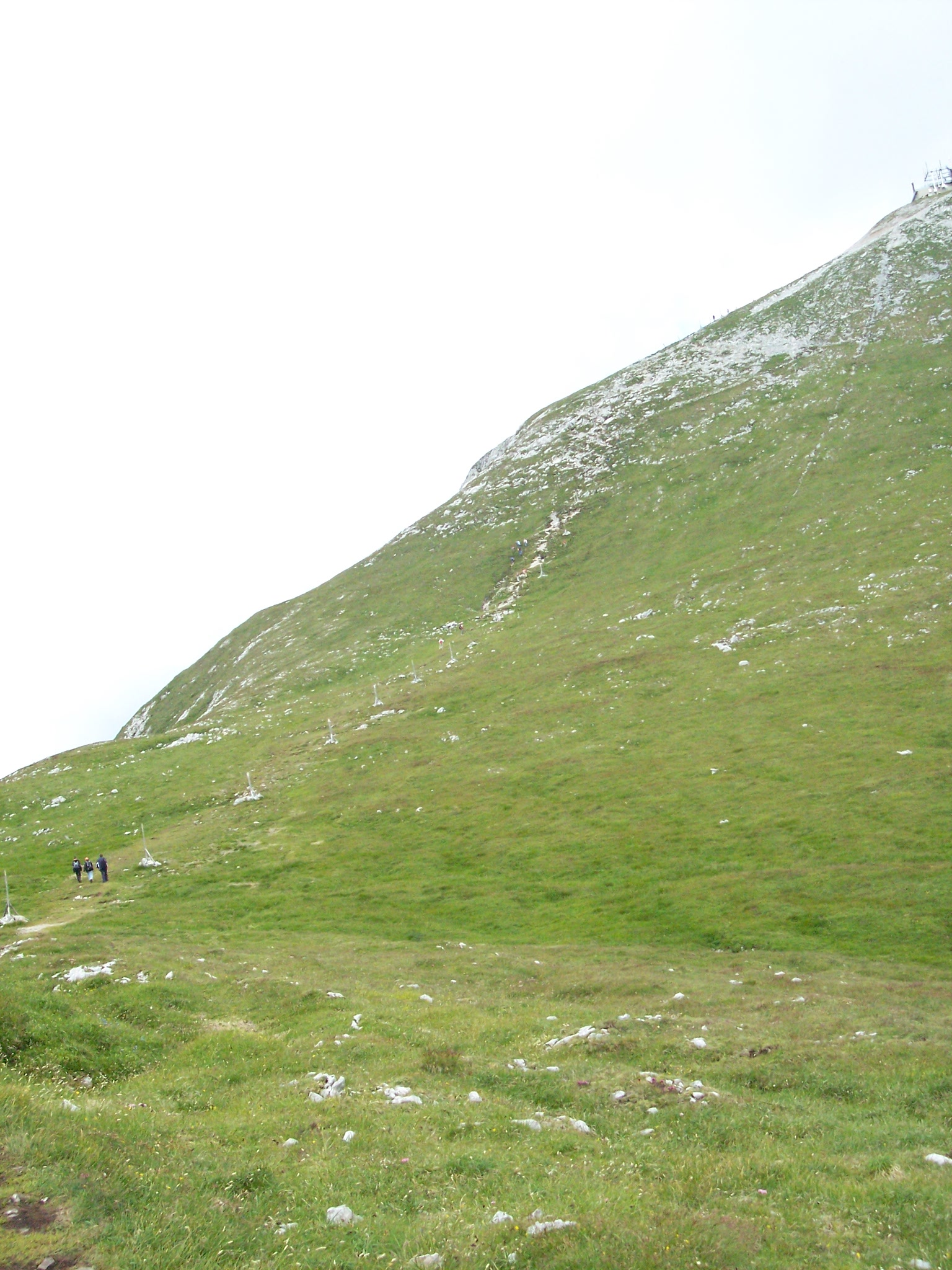
頂上への登山道
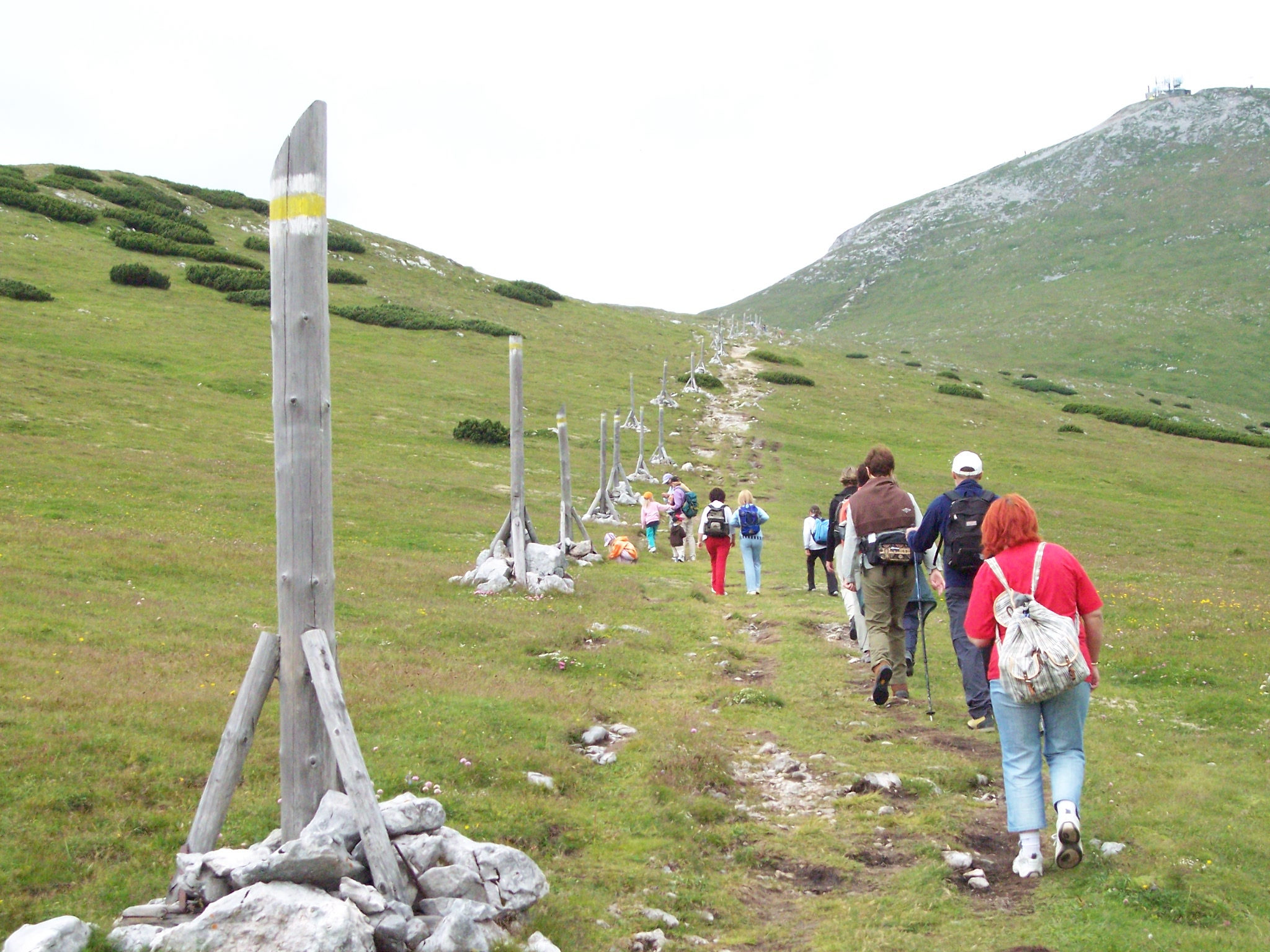
頂上への登山道
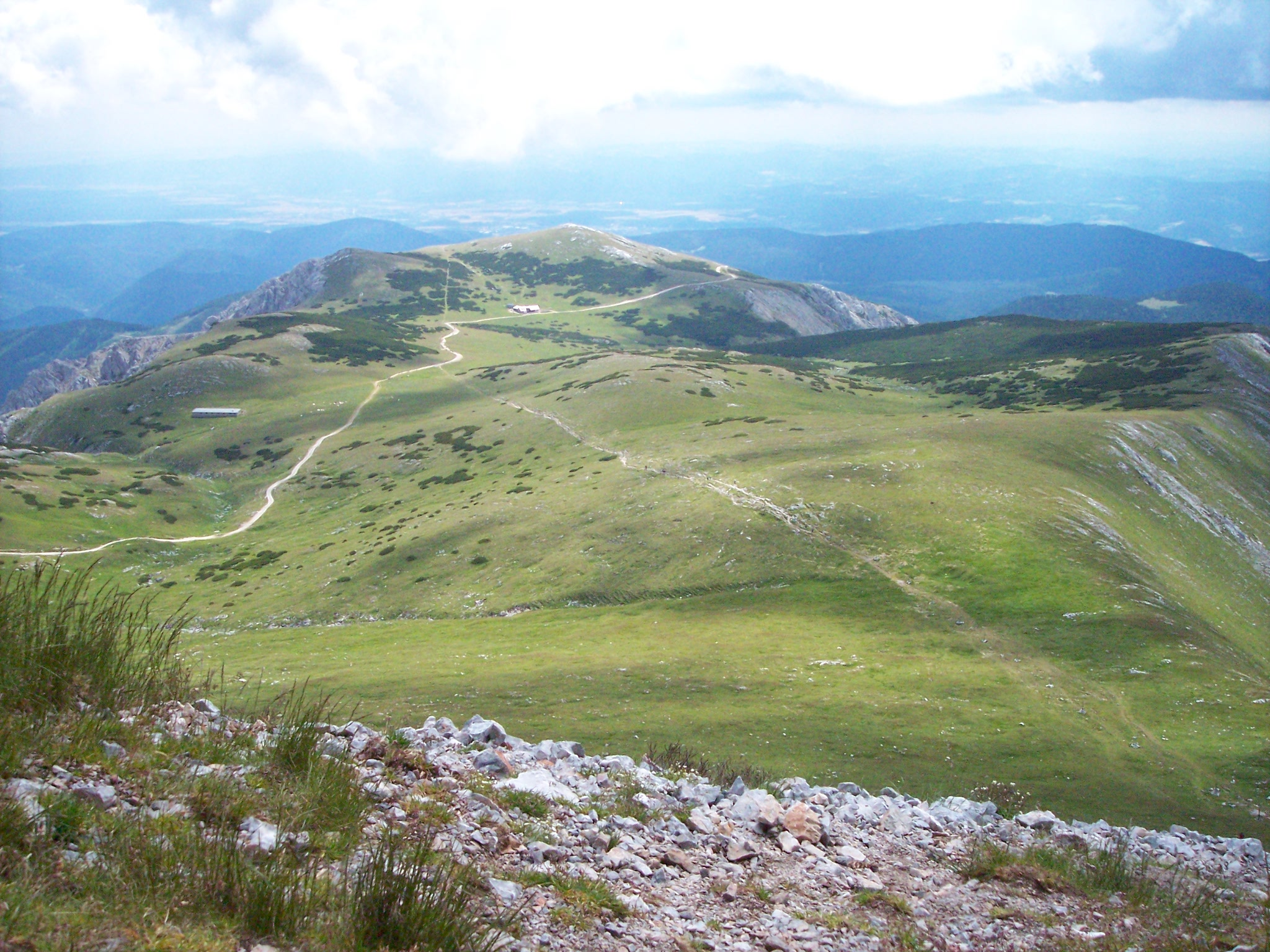
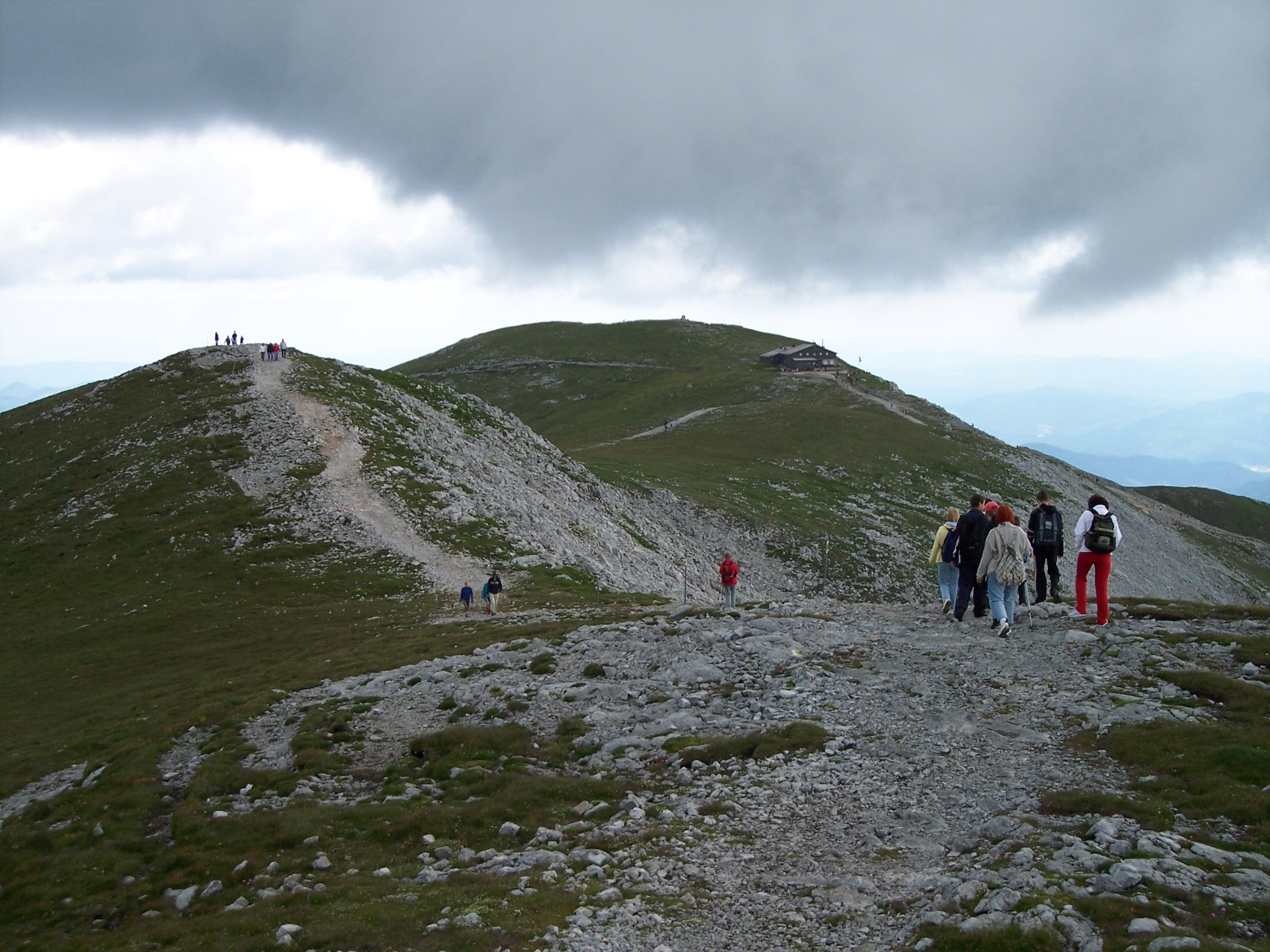
頂上
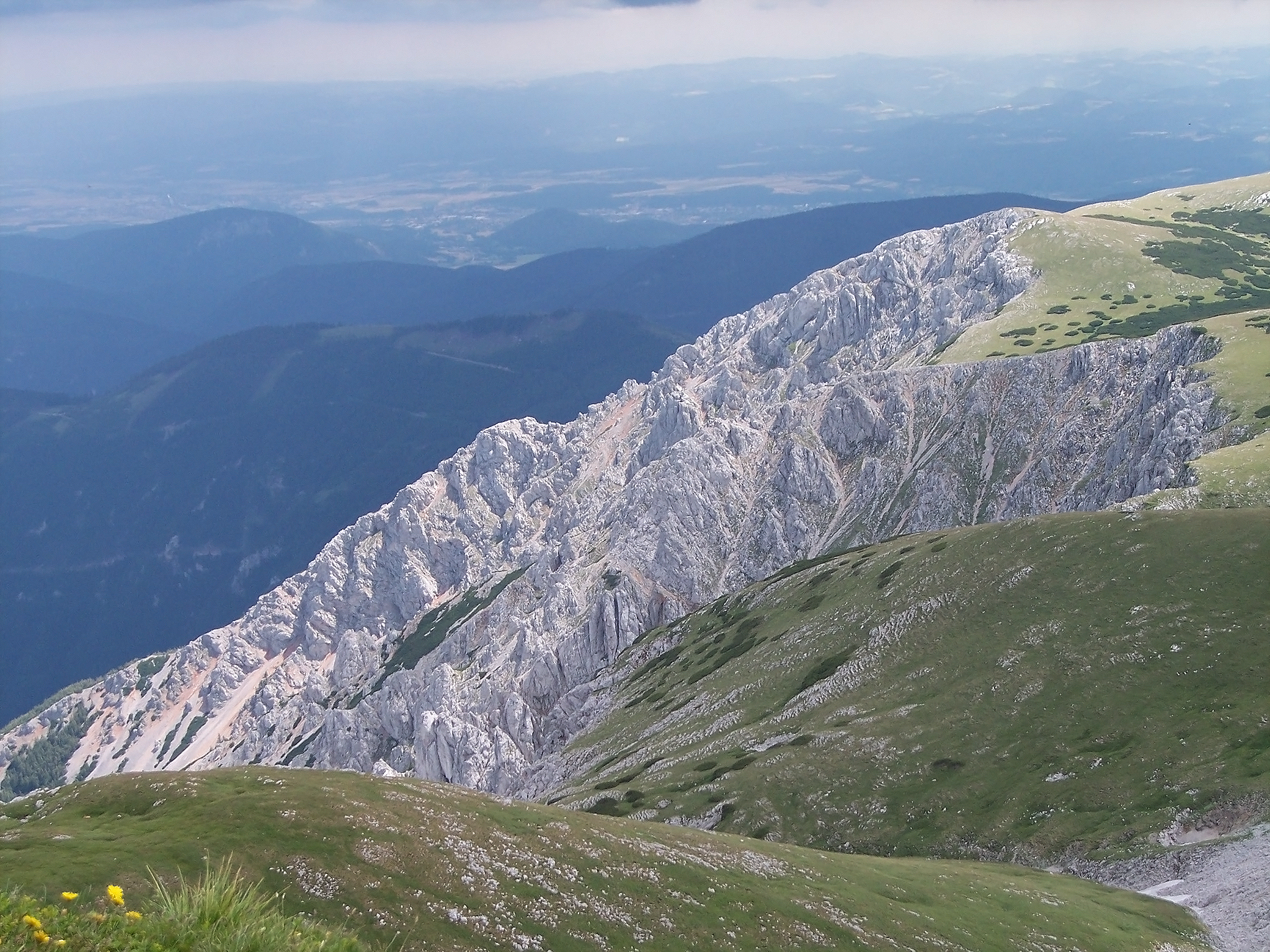
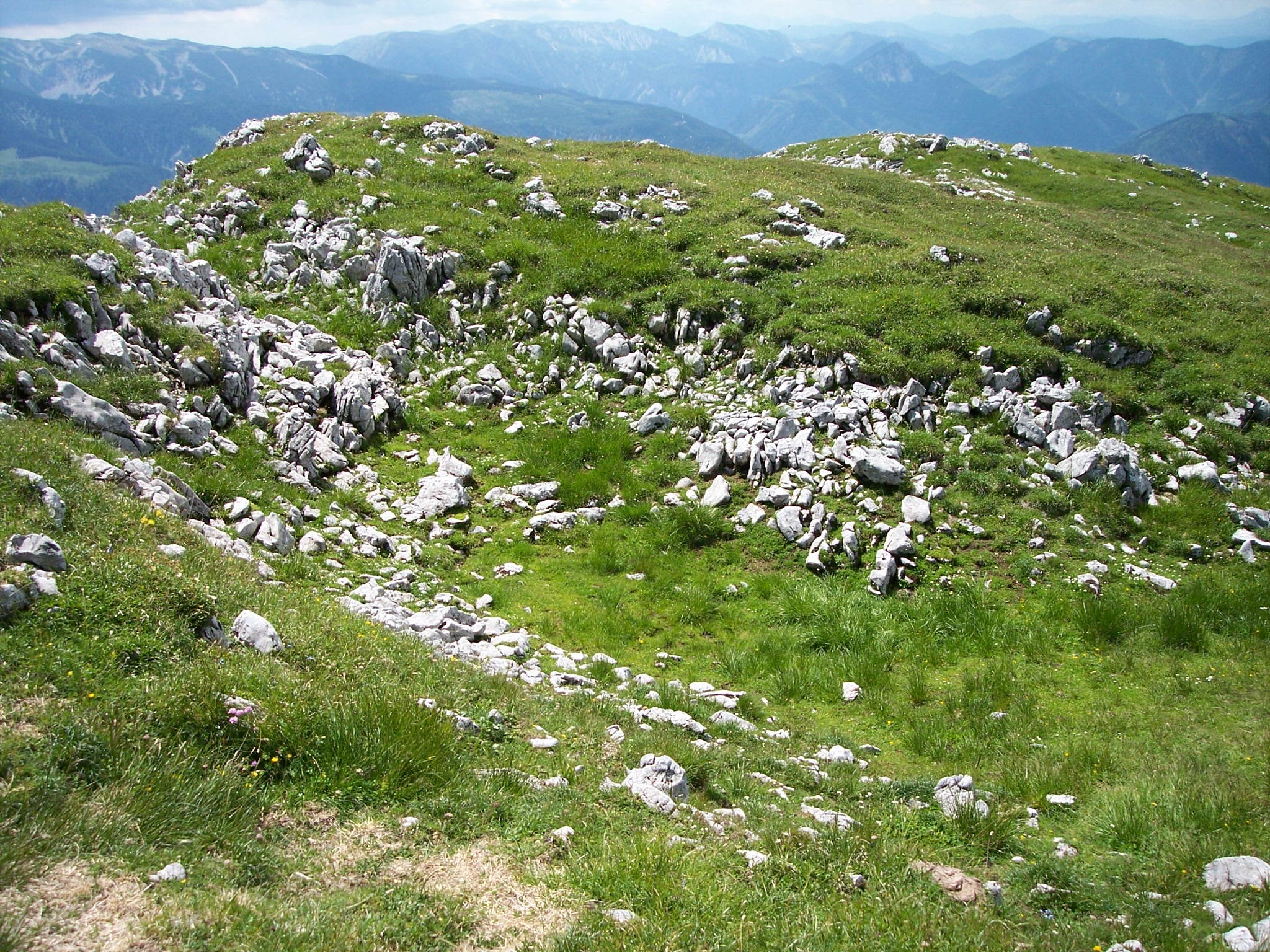
シュネーベルクの岩石
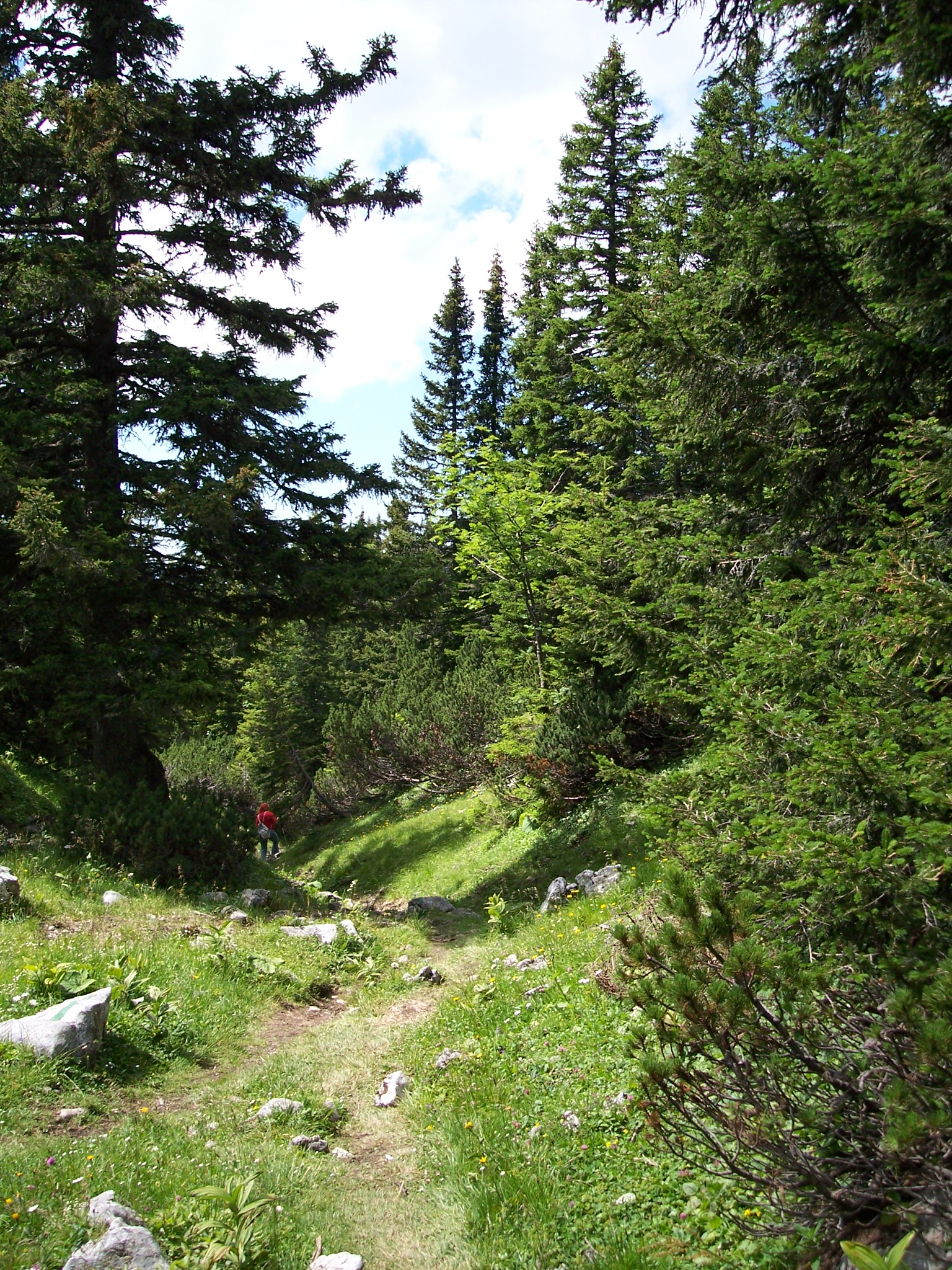
シュネーベルク山麓の松林
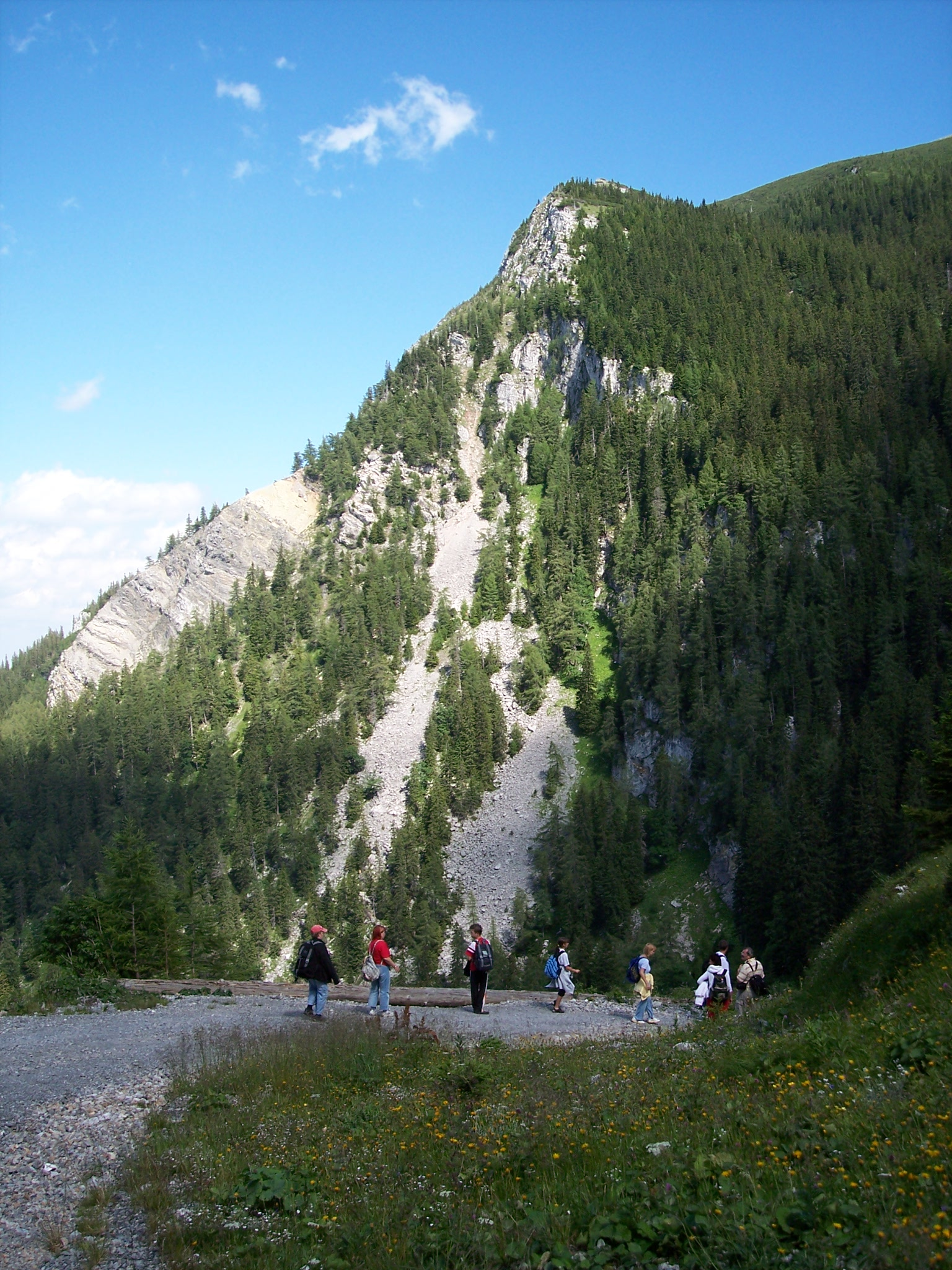
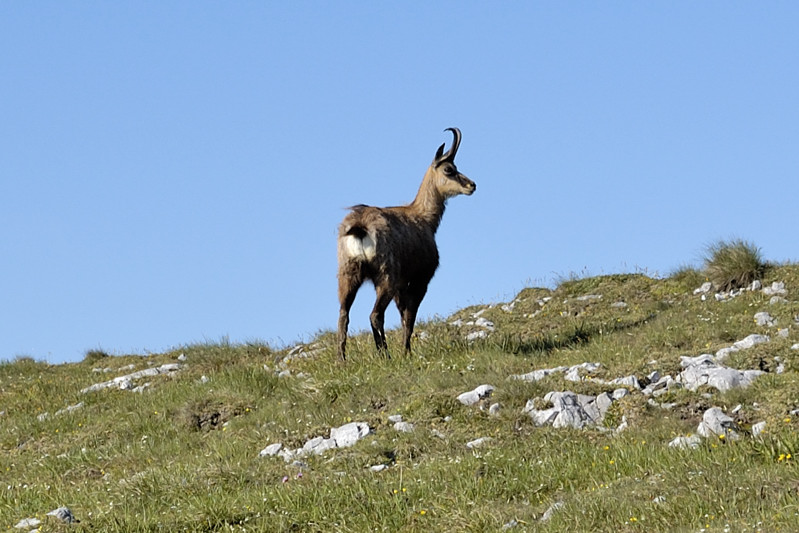
シュネーベルクの典型的な動物 - シャモア